# Veranstaltungstechnik

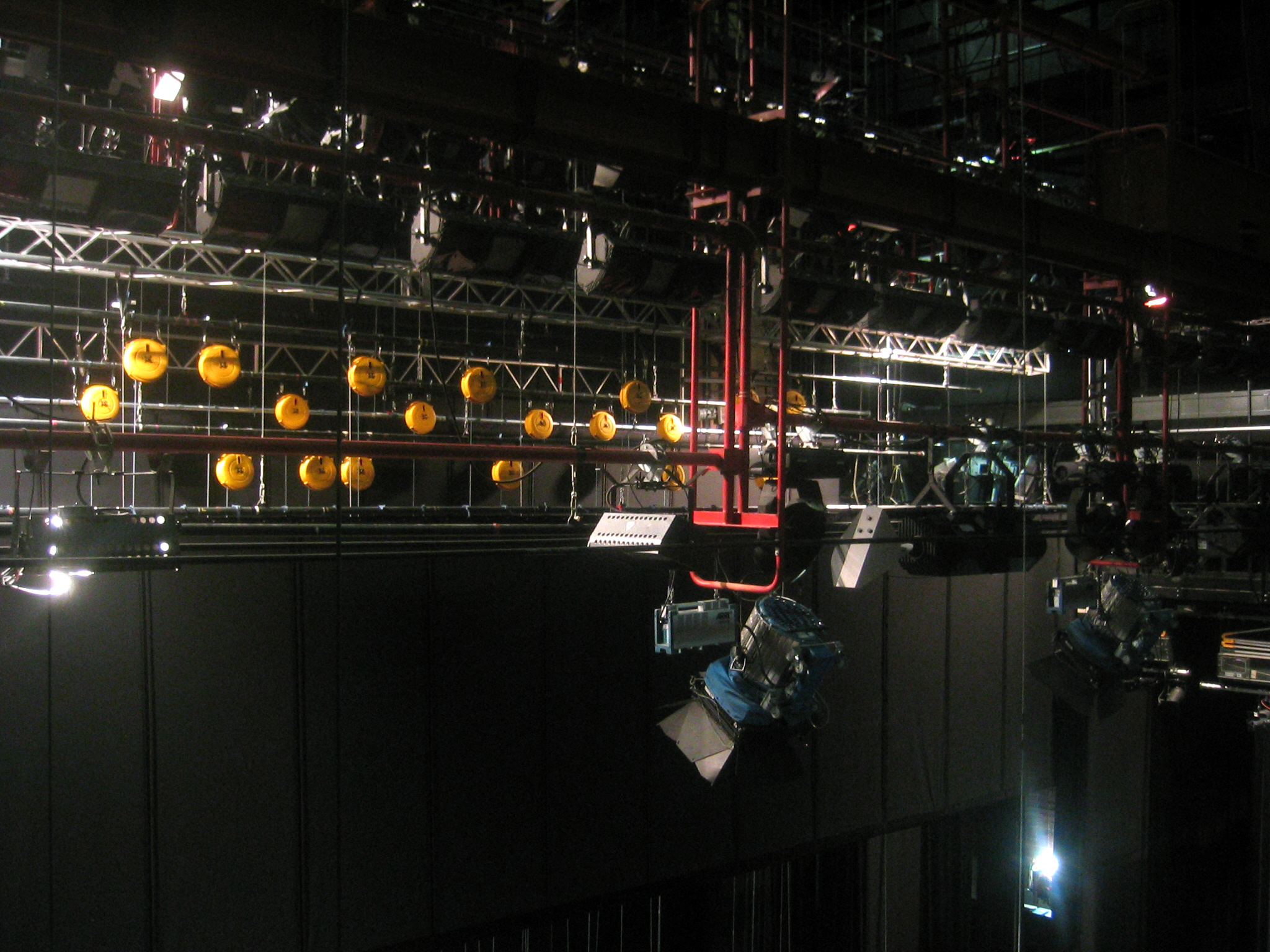
Oberbühnen sind ein üblicher Bestandteil der Theatertechnik

Die Veranstaltungstechnik (kurz: „VT“ oder „VA-Technik“) umfasst die zur Durchführung von Veranstaltungen (z. B. Feiern, Konzerten, Messen, Konferenzen oder in Theateraufführungen) nötige technische Ausstattung.
Diese umfasst primär die Bühnen-, Ton-, Licht- und Videotechnik, sowie das Rigging, die Szeneflächen, Dekorationen, Sicherheitseinrichtungen, mechanische Elemente (zum Beispiel rotierende Bühnen), Pyrotechnik als auch die Stromversorgung.

## Berufliche Befassung mit der Veranstaltungstechnik

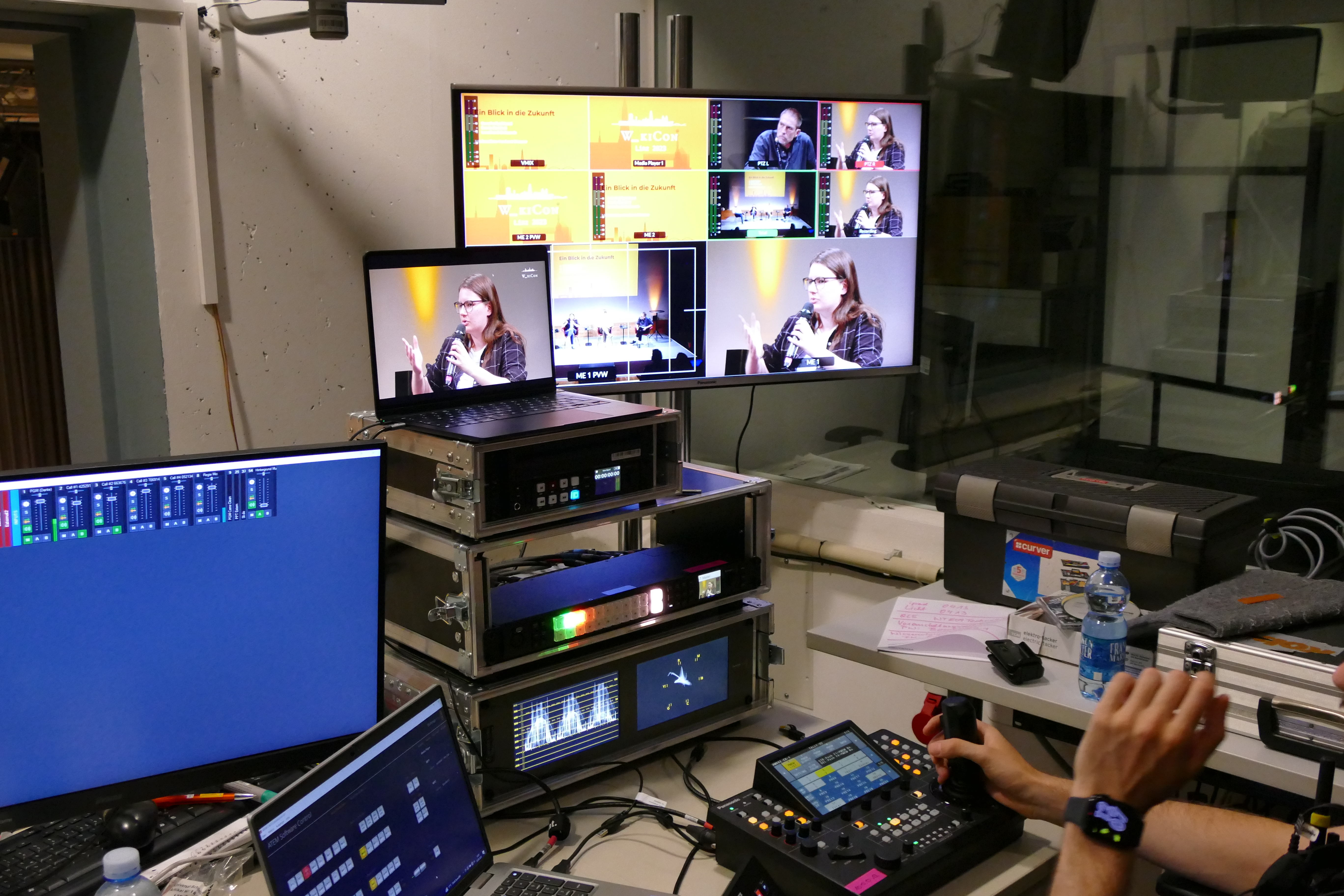
Veranstaltungstechnik auf der WikiCon 2023

Für die Veranstaltungstechnik gibt es in Deutschland das Berufsbild der Fachkraft für Veranstaltungstechnik. Die Ausbildung dauert in Deutschland der Regel drei Jahre und wird von der Industrie- und Handelskammer geregelt. Weiterführend kann man beispielsweise die Prüfung zum Meister für Veranstaltungstechnik absolvieren.
Des Weiteren besteht die Möglichkeit Veranstaltungstechnik und -management an der Berliner Hochschule für Technik oder der Technischen Hochschule Mittelhessen oder an privaten Hochschulen in jeder größeren Stadt zu studieren. Das Studium umfasst sieben Semester und endet mit dem Abschluss Bachelor of Engineering oder Bachelor of Science. Aufbauend darauf ist ein drei Semester dauernder Masterstudiengang möglich.
Nach der VStättVO muss bei Auf- oder Abbau, wesentlichen Wartungs- und Instandsetzungsarbeiten und technischen Proben auf Großbühnen oder Szenenflächen mit mehr als 200 Quadratmetern ein Verantwortlicher für Veranstaltungstechnik anwesend sein. Solche Verantwortlichen sind Meister oder Diplom-Ingenieure (wird in der Versammlungsstätten-Verordnung des jeweiligen Bundeslandes geregelt).